# 布氏壯燈魚
布氏壮灯鱼（学名：Hygophum bruuni）为輻鰭魚綱燈籠魚目灯笼鱼科壮灯鱼属的鱼类。分布于東南太平洋區的智利海域，為深海魚類。

## 扩展阅读
維基物種上的相關：布氏壮灯鱼